# Człowiek z Tautavel

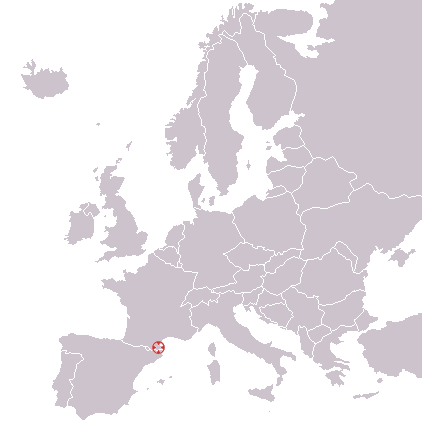
Miejsce odkrycia – Tautavel we Francji

Człowiek z Tautavel (Homo erectus tautavelensis) – proponowany podgatunek człowiekowatego Homo erectus, którego skamieniałości zostały odkryte w jaskini Arago w Tautavel we Francji. Wiek szczątków oszacowano na 450 000 lat. Prace wykopaliskowe rozpoczęły się w 1964 roku, a pierwszych znaczących odkryć dokonano w 1969.

## Historia i miejsce odkryć
Pierwsze obiekty na tych terenach odkryto już w 1828 roku. Marcel de Serres (1783–1862), profesor geologii Uniwersytetu w Montpellier, twierdził, że są to zwierzęce kości pochodzące z okresu przedpotopowego. Narzędzia z okresu środkowego paleolitu, znalezione przez Jeana Abélaneta w 1963 roku, zainspirowały małżeństwo de Lumley (Henry'ego i Marie-Antoinette) do rozpoczęcia wykopalisk w 1964.
Jaskinia Arago, położona na terenie francuskiej gminy Tautavel, użytkowana była od 600 000 do 400 000 lat temu. Jest jedną z najwcześniej odkrytych jaskiń z osadami zawierającymi artefakty ze środkowego plejstocenu w Pirenejach. Znalezione w niej narzędzia przypominające tasaki i dłuta zostały stworzone przez kulturę tajacką. Obecnie rozmiary jaskini są mniejsze niż za czasów życia znalezionego hominida – ma ona 30 metrów długości i od 10 do 15 metrów szerokości. W 2007 Instytut Paleoantropologii i Europejskie Centrum Badań Prehistorii w Tautavel, które prowadziły wykopaliska, skontaktowały się z Państwową Szkołą Nauk Geograficznych (ENSG), w celu stworzenia trójwymiarowego modelu jaskini.

## Odkrycie i wybrane skamieniałości
W jaskini Arago znaleziono szczątki kości dwóch człowiekowatych: samicy w wieku ponad czterdziestu lat i samca w wieku nie więcej niż dwadzieścia lat. W promieniu pięciu kilometrów od jaskini znaleziono kamienne narzędzia. Znalezione zwierzęce kości wskazują na to, że mieszkańcy jaskini mogli przemierzać odległości do 33 kilometrów w celu znalezienia pożywienia.
Wszystkie kości odkryte w Arago zostały znalezione przez Henry'ego de Lumley i Marie-Antoinette de Lumley. Obecnie kości znajdują się w Instytucie Paleontologii Ludzkiej w Paryżu. Okaz o nazwie Arago II to niemalże kompletna żuchwa z sześcioma zębami należąca do samicy w wieku 40–55 lat. Okaz Arago XXI to zniekształcony fragment czaszki – z niemalże kompletną twarzoczaszką, kością czołową i kością klinową – należący do wczesnego neandertalczyka. Arago XLVII to prawa kość ciemieniowa i szwy, które idealnie pasują do Arago XXI. Wiek dwóch ostatnich okazów oszacowano na dwadzieścia lat w chwili śmierci. Na podstawie szeregu promieniotwórczego ustalono wiek skamieniałości na około 450 000 lat, jednak taki wiek jest bliski maksimum, jakie można oszacować tą metodą, zatem szczątki mogą być o wiele starsze.
Męska czaszka zawiera płaskie, cofnięte czoło z silnie zarysowanymi łukami brwiowymi i dużą twarz z prostokątnymi oczodołami. Objętość czaszki to 1150 cm³. Reszta szkieletu została zrekonstruowana na podstawie siedemdziesięciu pięciu szczątków oraz z odlewów skamieniałości znalezionych w innych miejscach. Zakłada się, że szkielety znalezionego gatunku były bardziej wytrzymałe niż u współczesnych ludzi. Wzrost przeciętnych osobników osiągał około 1,65 m, a masa około 50 kg.
Jako że minęły tysiące lat od śmierci Arago XXI, nastąpiły modyfikacje w strukturze kości (zmiany tafonomiczne), zmieniając kształt czaszki. Spowodowało to lekkie wygięcia niektórych części czaszki, w tym utratę symetrii jej przedniej części. Komputerowy model trójwymiarowy udostępnił morfometryczną analizę czaszki, co pozwoliło na porównanie jej wymiarów z czaszką człowieka rozumnego, a także na uzyskanie komputerowego obrazu twarzy tego hominida.
W porównaniu do Homo erectus z północnej Afryki i Chin Homo erectus tautavelensis jest bardziej podobny do wczesnego Homo sapiens. Tworzą one odrębną grupę morfologiczną wraz z innymi europejskimi hominidami środkowego plejstocenu znalezionymi w Steinheim an der Murr, Swanscombe i Pontnewydd, ponieważ wszystkie przypominają swoją budową neandertalczyka. Najstarsze niebezpośrednie dowody na występowanie człowiekowatych w Europie datowane są na 1–2 miliony lat, a Arago jest z pewnością młodszy. Stalagmity na dnie przykrytym osadem jaskini datowane są dwojako – spektroskopia elektronowego rezonansu paramagnetycznego datuje je na 700 000 lat; z kolei metoda termoluminescencji szacuje ich wiek na 300 000 lat. W jaskini nie znaleziono śladów użycia ognia, popiołu, węgla drzewnego, palonych kamieni ani gliny, co sugeruje, że umiejętność posługiwania się ogniem jest znacznie młodszym odkryciem, aczkolwiek ślady Homo erectus we wschodniej Afryce datowane na 1–4 miliony lat wskazują na wręcz odwrotny scenariusz.

### Arago XXI
Arago XXI to zniekształcony fragment czaszki datowany na około 450 000 lat. Został odkryty przez Henry'ego i Marie-Antoinette de Lumley w jaskini Arago. Hominid miał około dwudziestu lat w chwili śmierci, na co wskazuje stan szwu czołowo-ciemieniowego, a jego płeć jest najprawdopodobniej męska.
Archeologowie nie byli zgodni co do wieku hominida. Zauważono jednak podobieństwa morfologiczne między Arago XXI a czaszką z Patralony, która należy do neandertalczyka z późnego plejstocenu. Dlatego też paleoantropolodzy tacy jak Matt Cartmill i Fred H. Smith uznali okaz Arago XXI za Homo heidelbergensis.

## Ekologia
Ludzie z jaskini Arago żywili się łosiami, danielami zwyczajnymi, reniferami, piżmowołami, bizonami, tarami, dzikimi owcami, kozicami północnymi oraz wymarłymi Stephanorhinusami.
Najczęściej znajdowane szczątki z okresu interglacjału należą do Cervus elaphus acoronatus, Cervus elaphoids (dwa gatunki jelenia), Canis etruscus (wilk) i Ursus deningeri (niedźwiedź). Te z okresu zlodowacenia to najczęściej Equus mosbachensis (koń), Ovis ammon antiqua (muflon), Cervus elaphus acoronatus (jeleń), a także Hemitragus bonali (tar).

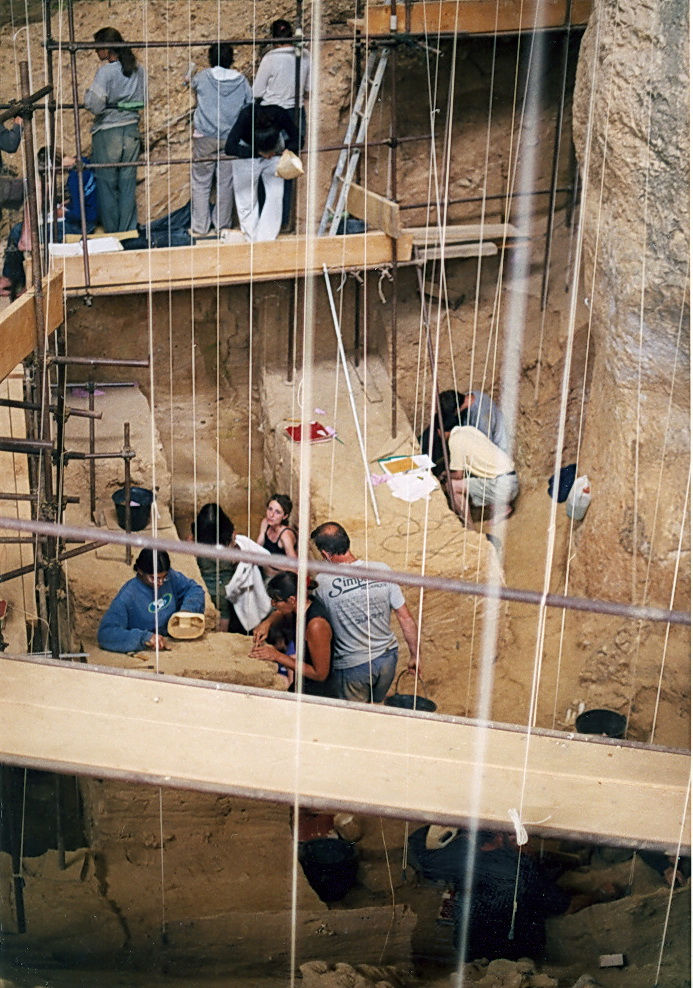
Prace wykopaliskowe w jaskini Arago, lato 2002
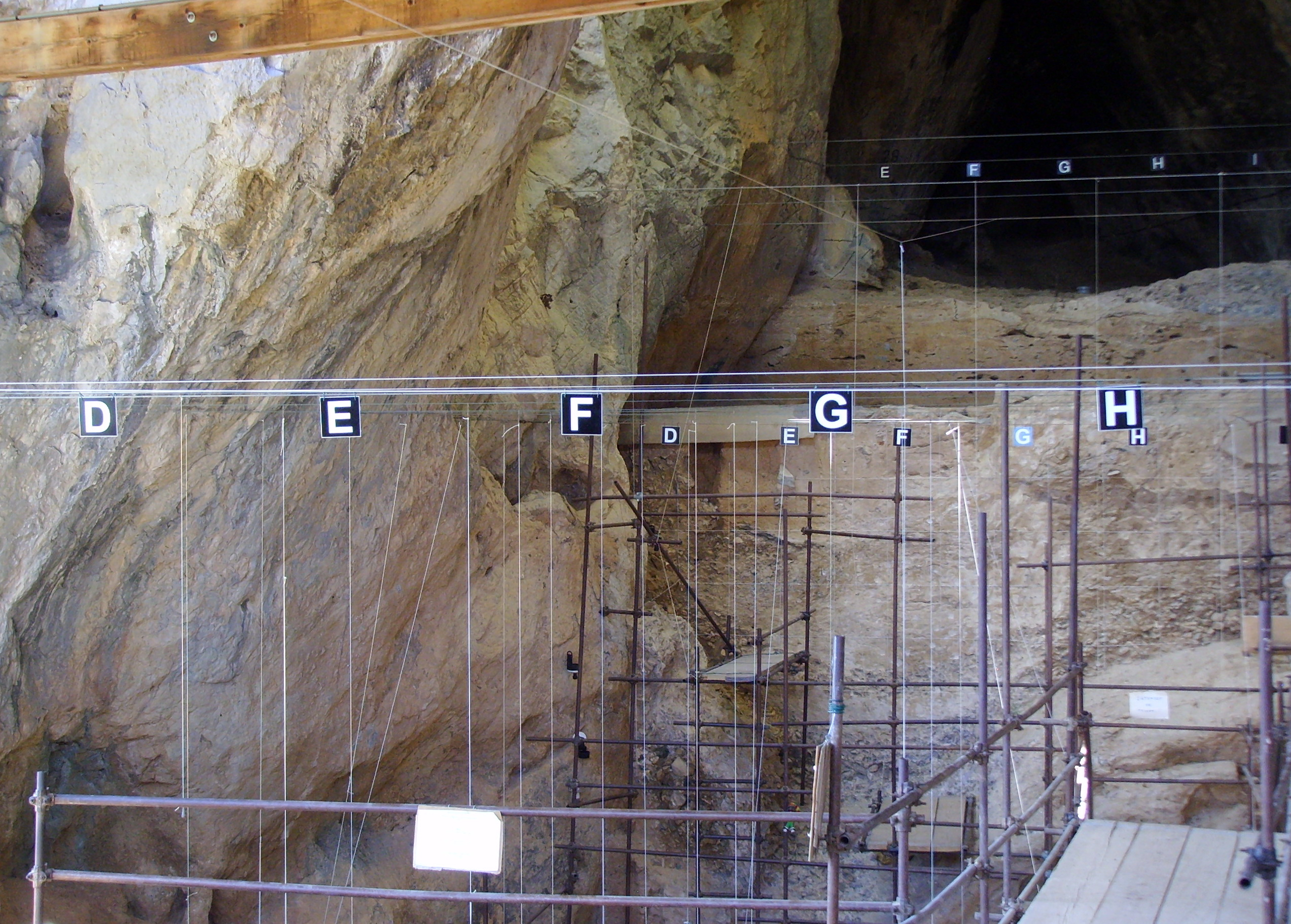
Prace wykopaliskowe w jaskini Arago, lato 2008
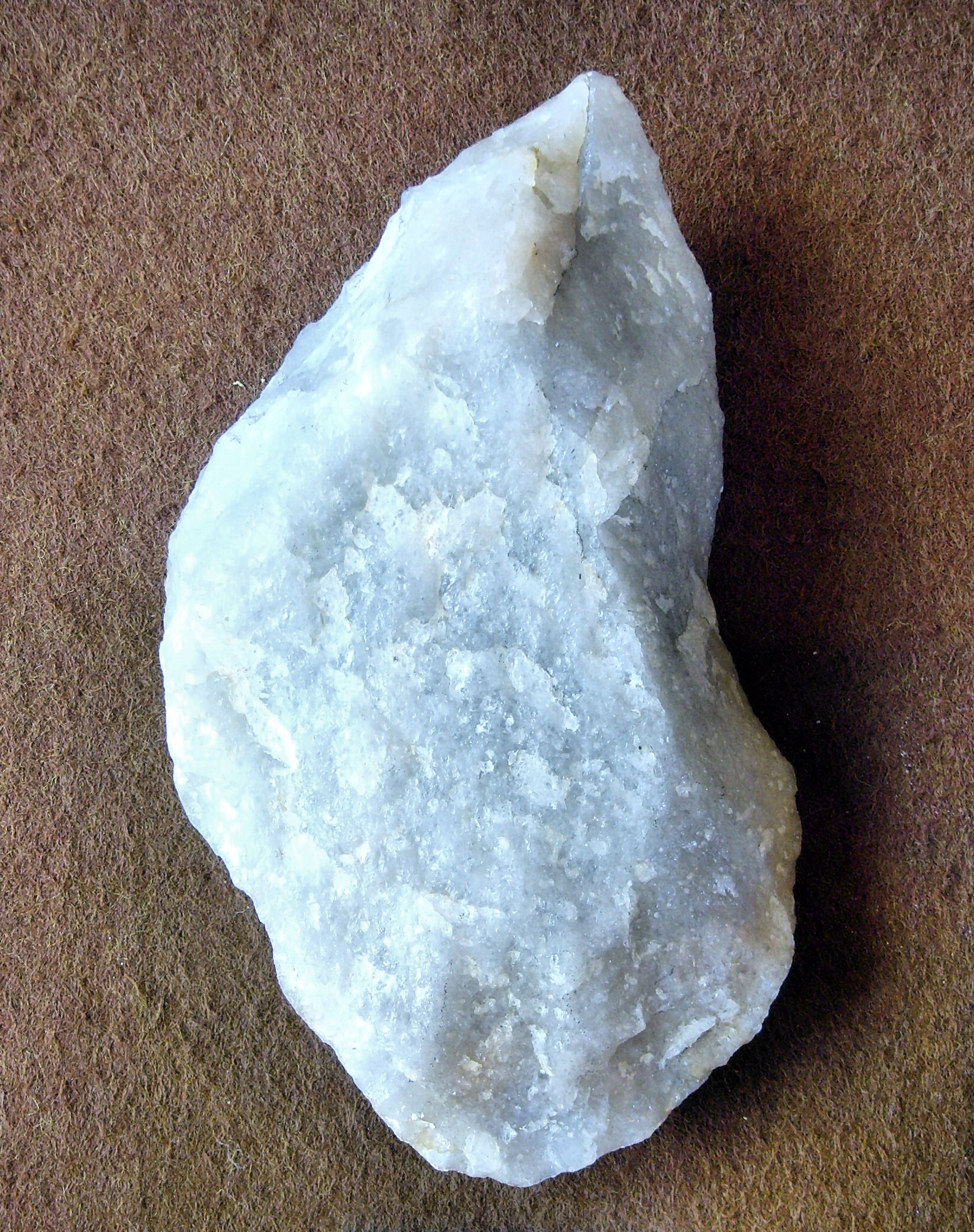
Kamienne narzędzie znalezione w jaskini
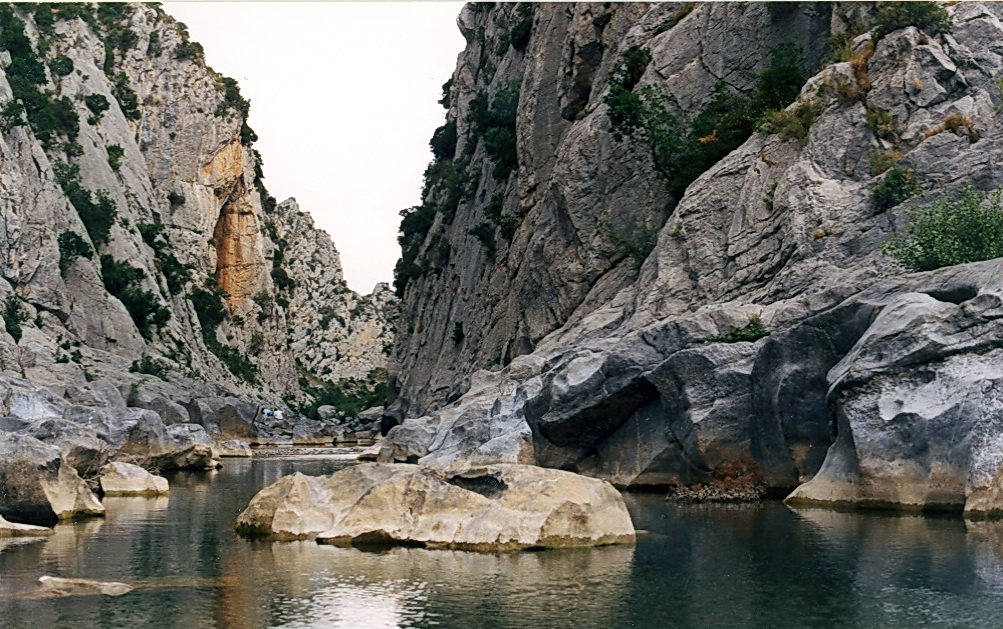
Rzeka Verdouble u stóp jaskini Arago

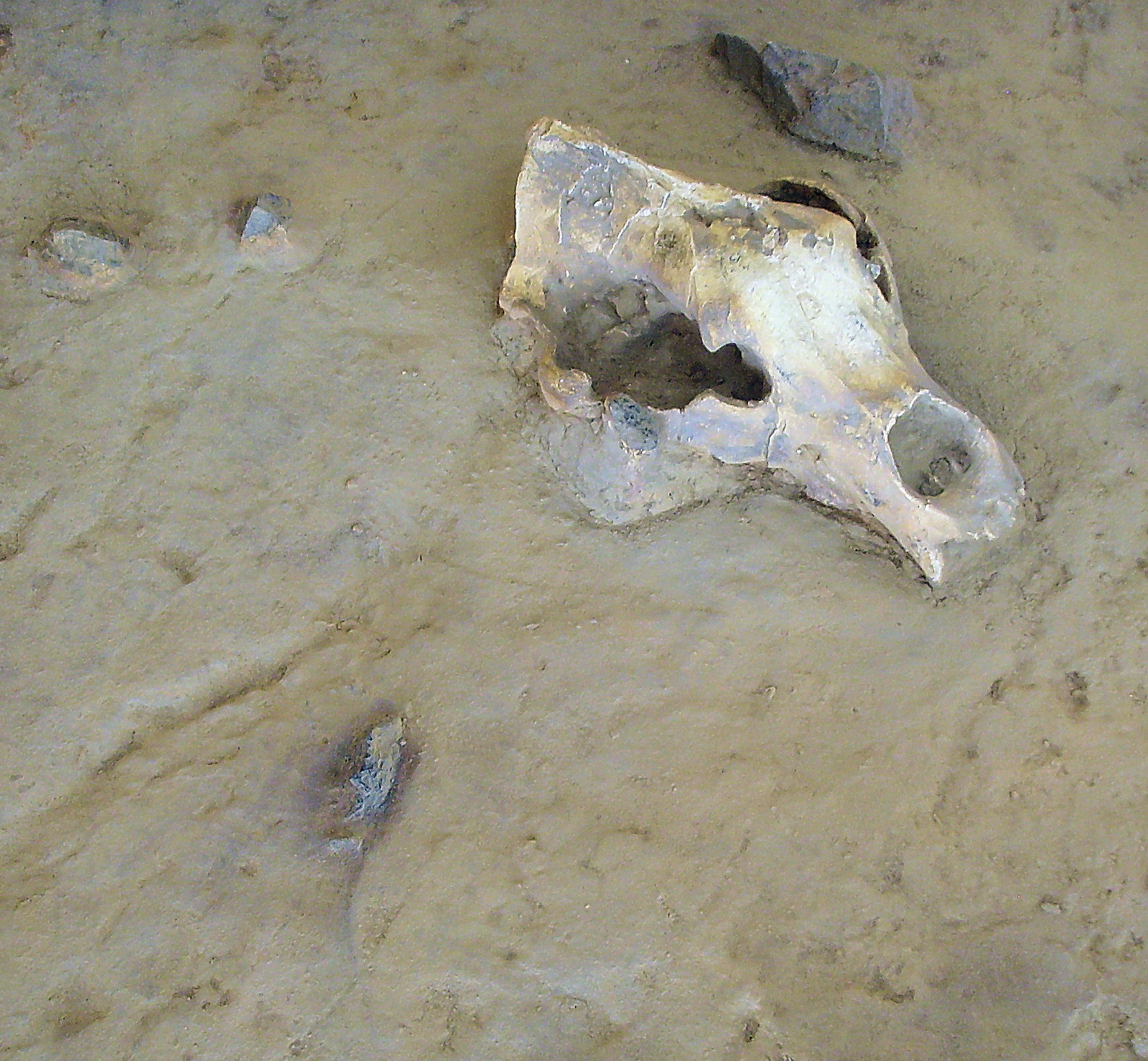
Szczątki niedźwiedzia znalezione na spągowej powierzchni jaskini (Muzeum Prehistoryczne w Tautavel)
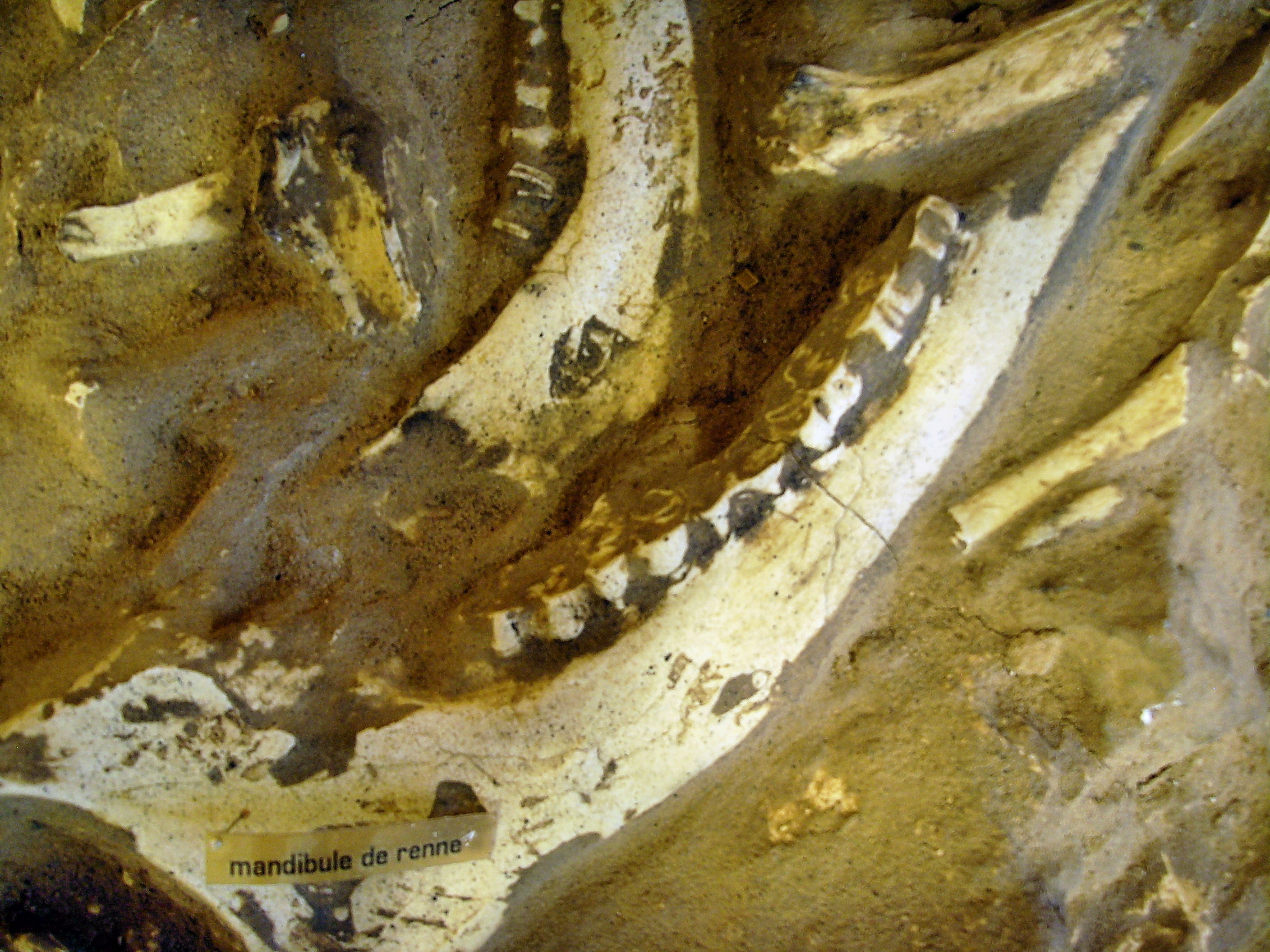
Skamieniałości renifera
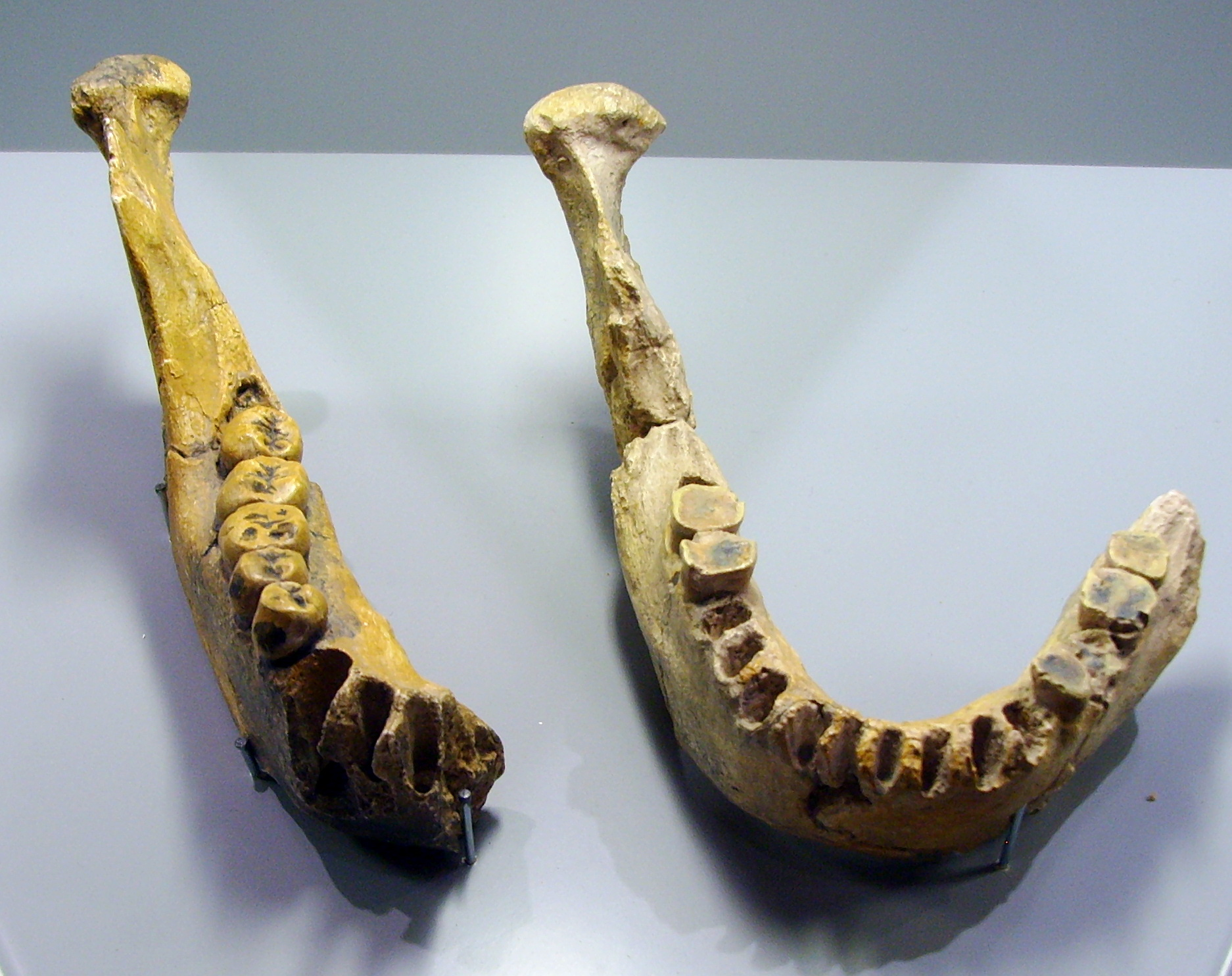
Replika żuchwy okazu XIII
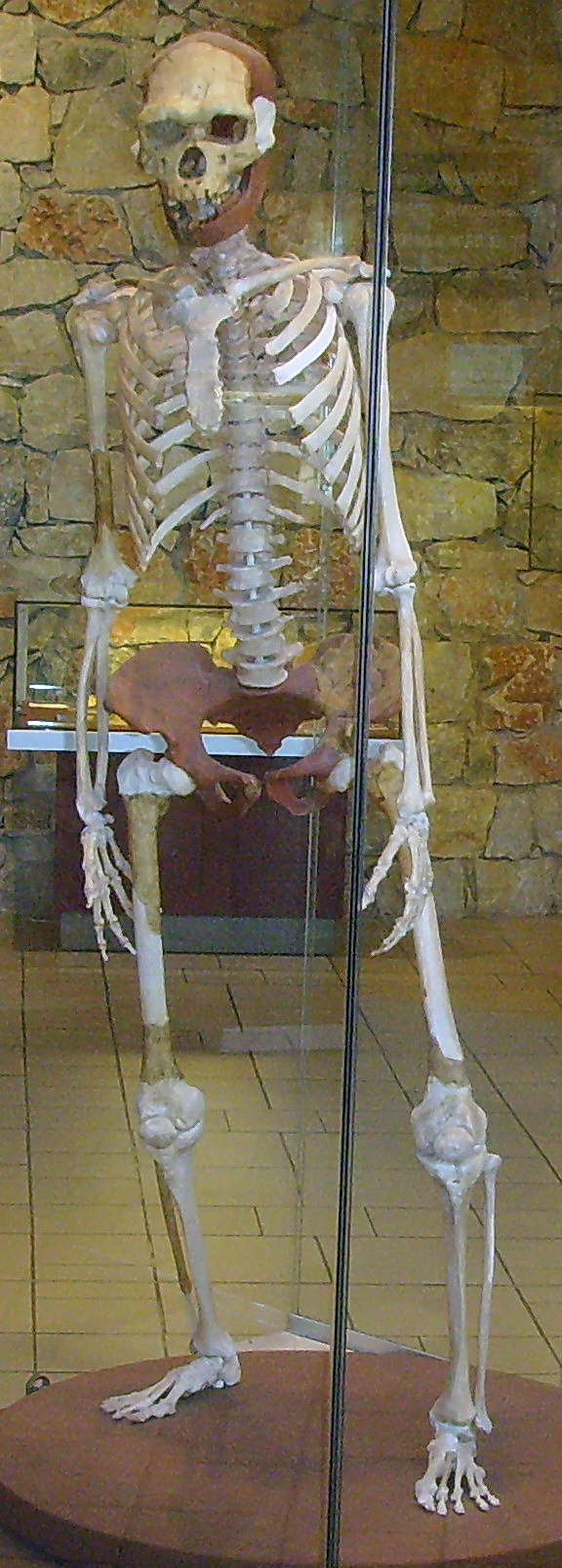
Rekonstrukcja szkieletu człowieka z Tautavel